# Gevangenis van Lantin

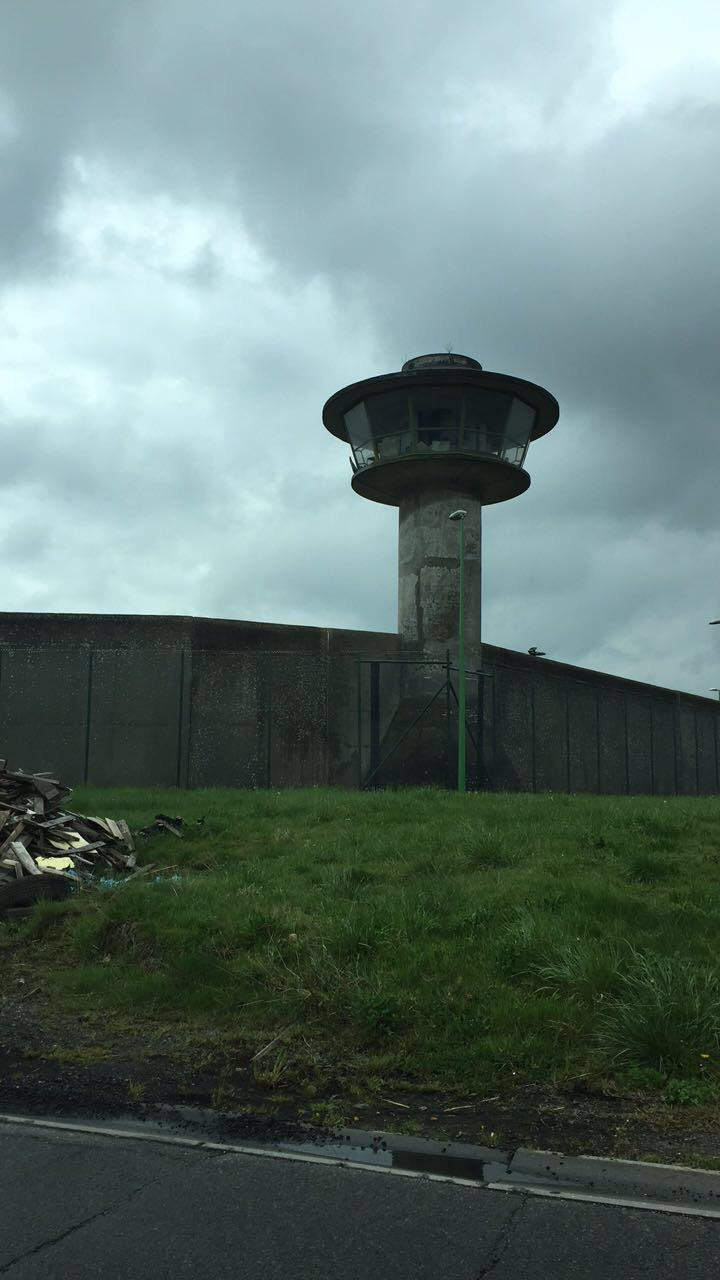
Gevangenis van Lantin

De Gevangenis van Lantin is een Belgische gevangenis te Lantin.

## Geschiedenis
In 1973 begon men met de bouwwerkzaamheden van wat een vervanger moest worden van de oude Prison Saint-Léonard te Luik, welke uit 1851 stamt. In 1979 werd deze gevangenis, die tot de grootste van België behoort, geopend. De prison Saint-Léonard werd, zes maanden voordat de gevangenen naar Lantin zouden worden overgeplaatst, getroffen door een staking van de bewaarders, waarvan de gevangenen profiteerden door een muiterij te beginnen. Dit leidde tot ontsnappingen en tot vernielingen in de gevangenis. Uiteindelijk werd deze gevangenis gesloopt van 1982-1983. Op het voormalige gevangenisterrein werd een park en een plein ingericht.
De gevangenis te Lantin werd in 1979 geopend, aanvankelijk als een huis van bewaring voor mannen en vrouwen. Vervolgens kwam er een psychiatrische afdeling en in 1983 werd een gevangenis voor mannen geopend. In 1994 volgde een gevangenis voor vrouwen en vervolgens kwam nog een polikliniek tot stand.

## Capaciteit
Het huis van bewaring kan 340 in hechtenis genomen personen huisvesten. In de psychiatrische afdeling kunnen 40 patiënten worden verzorgd.
In de gevangenis zijn 246 cellen voor de mannen en 58 voor de vrouwen. 60 plaatsen zijn er voor hen die een lichter regime mogen ondergaan, en 12 plaatsen zijn er beschikbaar voor hen die een extra veiligheidsrisico vormen.
Dan zijn er werkplaatsen, waar een honderdtal gevangenen tegelijk werkzaam zijn. De werkzaamheden variëren van textielarbeid tot metaalarbeid.